# August von Finck senior
August Georg Heinrich von Finck, (häufig August von Finck senior genannt; * 18. Juli 1898 in Kochel am See; † 22. April 1980 in Möschenfeld) war ein deutscher Bankier. Er war der Sohn und Nachfolger von Wilhelm von Finck. August von Finck gehörte zu den frühen Bewunderern Adolf Hitlers und hat mit seiner damaligen Privatbank Merck Finck & Co zahlreiche Banken im Rahmen der Arisierung jüdischen Eigentums übernommen. Unter diesen waren auch die Banken J. Dreyfus & Co. aus Berlin sowie S. M. v. Rothschild aus Wien.

## Leben
August Georg Heinrich von Fincks Mutter war Marie, geb. Fäustle (* 1865) – eine Tochter von Johann Nepomuk von Fäustle. Sein Vater war der 1911 in den bayerischen erblichen Adelsstand erhobene Bankier Wilhelm von Finck, der 1870 das Bankhaus Merck Finck & Co und später mit anderen auch die Münchener Rückversicherungs-Gesellschaft und die Allianz-Versicherungs AG ins Leben gerufen hat. Nach dem Besuch eines Realgymnasiums erhielt Finck eine banktechnische Ausbildung.
Da der ältere Bruder Wilhelm im Ersten Weltkrieg gefallen war, wurden Finck und seine zwei Schwestern – Margarete (* 1891), verehelichte von Stengel und Elisabeth (* 1896), verheiratete Winterstein – nach dem Tod des Vaters im Jahr 1924 Teilhaber des Bankhauses. Dieser Stellung entsprechend kam er in die Aufsichtsräte zahlreicher industrieller Unternehmungen, teils als Vorstandsmitglied, teils als Vorsitzender des Aufsichtsrates, darunter eine Anzahl Versicherungsgesellschaften wie die Münchner Rückversicherungs-Gesellschaft, Allianz- und Stuttgarter Lebensversicherungsbank, Allianz und Stuttgarter Verein Versicherungs-AG, Bayerische Versicherungsbank, Hermes Kreditversicherung Berlin, Securitas Revisions- und Treuhand AG München, Süddeutsche Bodencreditbank usw. Weiter saß er in zahlreichen Aufsichtsräten und Fachgremien.
Finck gehörte zu einer Gruppe von Industriellen, die sich Mitte 1931 mit Adolf Hitler im Berliner Hotel Kaiserhof trafen und der NSDAP zusagten, im Falle eines Linksputsches 25 Millionen Reichsmark zur Verfügung zu stellen. Er nahm am geheimen Treffen Hitlers mit Industriellen am 20. Februar 1933 teil, wobei eine Wahlkampfhilfe von 3 Millionen Reichsmark für die NSDAP und ihren Koalitionspartner, die Kampffront Schwarz-Weiß-Rot, beschlossen wurde.
Nach der „Machtergreifung“ der Nationalsozialisten trat er zum 1. Mai 1933 der NSDAP bei (Mitgliedsnummer 3.199.936). Seit 1933 saß er im Generalrat der Wirtschaft, gehörte ferner dem Senat der Deutschen Akademie an und war Vorsitzender des Kuratoriums des Münchner Hauses der Deutschen Kunst sowie Präsidiumsmitglied der Akademie für Deutsches Recht. Nach dem Anschluss Österreichs übernahm Finck 1938 im Rahmen der Arisierung jüdischen Eigentums die Privatbank S. M. v. Rothschild in Wien. Deren Besitzer Louis Nathaniel von Rothschild saß anschließend 14 Monate im Wiener Gestapo-Hauptquartier in Isolationshaft, bevor er erst nach Übereignung des gesamten österreichischen Familieneigentums an die Nationalsozialisten das Land Richtung USA verlassen konnte. Parallel dazu hatte Finck bei den Arisierungen im Deutschen Reich die Berliner Niederlassung der Privatbank J. Dreyfus & Co. übernommen. Deren Miteigentümer Paul Wallich wurde im Mai 1938 zur Liquidation seines eigenen Hauses gezwungen und beging mangels Existenzgrundlage sechs Monate später – am Tag nach den Novemberpogromen – Suizid.
1945 verlor Finck auf Grund der Entnazifizierungsbestimmungen seine beiden wichtigsten Posten als Vorsitzender des Aufsichtsrates der Münchner Rückversicherung und der Allianz Versicherungs AG, während die Bank durch einen Treuhänder verwaltet wurde und wieder florierte. 1948 wurde Finck als Mitläufer eingestuft. Bereits 1951 war er in der Münchner Rückversicherung wieder stellvertretender Vorsitzender des Aufsichtsrates. Besonderes Augenmerk widmete Finck der Abwehr von Bodenreformmaßnahmen nach dem Krieg und der weiteren Mehrung seines Grundbesitzes, der 1970 auf rund 2.000 Hektar allein an der Münchner Peripherie geschätzt wurde und insgesamt rund 4.000 Hektar, davon 1.200 landwirtschaftlich genutzt, umfasste.
Neben dem Stammhaus wurde im Sommer 1965 zusammen mit der RTG-Wirtschaftsprüfungsgesellschaft die DSK-Bank (Deutsche Spar- und Kreditbank), eine Aktienbank, gegründet. In den sechziger Jahren wuchs Merck Finck & Co durch Zukauf und Beteiligungen im privaten Bankensektor und gewann weitere Geschäftssitze in Frankfurt und Düsseldorf.
Finck war in erster Ehe 1927 bis zur Scheidung 1942 mit der Kaufmannstochter Margot, geborene von Rücker (* 1906) verheiratet; aus dieser Ehe stammen drei Kinder. Der älteste Sohn Wilhelm (* 29. Oktober 1927; † 2003) lebte in Düsseldorf und verwaltete andere Interessen der Familie. Sein zweitgeborener Sohn August von Finck junior (1930–2021) war bis zum Verkauf seiner Anteile am Bankhaus im Jahr 1990 persönlich haftender Gesellschafter bei Merck Finck & Co. Die Tochter Eleonore (1931–2014) führte den Geburtsnamen ihrer Mutter.
In zweiter Ehe heiratete Finck 1953 die Ärztin Gerda Mau, aus dieser Ehe stammen die Söhne Gerhard von Finck (* 13. Juni 1954) und Helmut von Finck (* 12. April 1959).

## Bodenreform-Affäre
Der öffentlichkeitsscheue Finck geriet in die Spalten der Presse, als sich der Bayerische Landtag mit den Vorgängen um die Landabgaben Fincks im Zuge der Bodenreform nach dem Krieg befasste. Im Mai 1970 konstituierte sich ein Untersuchungsausschuss, der klären sollte, ob die teilweise Rückgabe von Bodenreformland an Finck und dessen Schwester Elisabeth Winterstein durch die bayerische Landessiedlung GmbH und die dabei vom Landwirtschaftsministerium vorgenommene Entschädigungsregelung zwischen dem Staat und den Landabgebern zu Recht erfolgt oder ob der bayerische Staat dadurch geschädigt worden ist. Von SPD-Seite war die Behauptung aufgestellt worden, dass der Staat zugunsten Fincks und seiner Schwester einen finanziellen Verlust von mindestens 40 bis 50 Millionen Mark erlitten habe. Mit dem Untersuchungsausschuss sollte allgemein auch das Verhalten der Bayerischen Landessiedlung als gemeinnützige Siedlungsträgerin bei der Errichtung und Veräußerung von ländlichen Heimstätten untersucht werden. Der Ausschuss kam zu keiner einhelligen Meinung. Die CSU befand in einem „Mehrheitenbericht“ fast alles sei ordnungsgemäß zugegangen, die SPD konstatierte in ihrem „Minderheitenbericht“ eine lange Serie von Rechtswidrigkeiten. Der damalige SPD-Landtagsabgeordnete und spätere Münchener Oberbürgermeister Kronawitter (Zitat über Finck: „Jeden Morgen, wenn Herr von Finck wach wird, ist er um eine Million reicher. Es steht ja schon in der Bibel: Den Seinen gibts der Herr im Schlafe.“) verwendete Details aus dem Minderheitenbericht im Wahlkampf und geriet darüber in eine langwierige juristische Auseinandersetzung mit Finck.
Viele Jahre beschäftigte ein Rechtsstreit um eine „Panorama“-Sendung vom 18. Januar 1971, die sich der Bodenreform-Sache angenommen hatte, die Gerichte. Ursprünglich waren Panorama-Chef Peter Merseburger und zwei Redakteure zum Ersatz hoher Anzeigenaufwendungen für eine Abwehrkampagne Fincks verurteilt worden, doch hob der Bundesgerichtshof diese Entscheidung auf. Allerdings wurde abschließend (1976) der NDR zum Verlesen von Richtigstellungen verurteilt und Finck ein Schmerzensgeld zugebilligt, dessen Höhe das OLG München auf 25.000 DM festsetzte. In einem Rechtsstreit um die Anlegung eines Uferwegs am Kochelsee durch den Besitz Fincks und anderer Seeanrainer bekamen die dieses Vorhaben angreifenden Privateigentümer vor Gericht Recht. Damals hatte sich auch der spätere Präsident der Berliner Akademie der Künste und Grafiker Klaus Staeck in die Debatte eingeschaltet. Daraus war eine Grafik mit dem Kochelseegrundstück im Hintergrund und dem Text „Der Himmel gehört allen, die Erde wenigen. Privat! Kein Zutritt! Baron August von Finck“ entstanden.

## Unternehmen
Unter dem Zwang des Publizitätsgesetzes sah sich Finck 1972 erstmals veranlasst, seine Geschäftsergebnisse und Beteiligungen offenzulegen. In Die Zeit vom 17. Juni 1977 wurde eine Übersicht über die wesentlichen Beteiligungen des Bankhauses Merck Finck & Co und der Familie abgedruckt. 1979 hatte die Konzernbilanz ein Volumen von rund 2,25 Mrd. DM.
Bei der Erläuterung des Abschlusses für 1973 wurde im Juni 1974 eine gesellschaftsrechtliche Neuordnung mitgeteilt, und zwar durch Einbeziehung der „Agricola Verwaltungsgesellschaft KG“ in den Kreis der nunmehr acht persönlich haftenden Gesellschafter. Sie fungiert als eine Art Familienholding. Finck und seine Söhne legten ihre Anteile an der Bank in die Agricola ein. Auf der anderen Seite steht die Gruppe Winterstein (das heißt der Familienkreis der Schwester Elisabeth Winterstein). Ein Komplementär bei Agricola muss in Zukunft stets persönlich haftender Gesellschafter der Bank sein, wodurch sich kein Nachkomme ohne beträchtliche Nachteile bei der Abfindung von der Bank trennen kann. Die Bankinteressen sollen auf diese Weise zusammengehalten werden. Außerhalb dieser Konstruktion blieb der Grundbesitz.